# Церковь Покрова Пресвятой Богородицы (Локотня)
Церковь Покрова Пресвятой Богородицы или Покровский храм — церковь в селе Локотня Одинцовского района Московской области. Относится к Одинцовскому благочинническому округу
Каменная Церковь была построена в 1877 году на месте обветшавшего деревянного храма. В настоящее время в Церкви имеются три предела: главный — Покрова Божией Матери, правый — Святителя Николая Мирликийского и левый — во имя Святых Семи Отроков Ефесских. За несколько веков Церковь неоднократно восстанавливалась. В годы ВОВ церковь разграбили и закрыли. Послевоенное восстановление начали в 2002 году.

## История
Древнее село Локотня на реке Локотенка известно с 1470 года как вотчина Саввино-Сторожевского монастыря. В селе уже стояла деревянная церковь Покрова Божией Матери. В смутное время село и церковь были уничтожены. Образовавшаяся пустошь в начале XVII века была отдана на оброк княгине Ульяне Ивановне Голицыной «владеть по свой живот». Она поселила крестьян и в 1655 году вновь выстроила деревянную церковь в честь Покрова Пресвятой Богородицы с приделами равноапостольной Марии Магдалины и святителя Николая Мирликийского. После смерти княгини (1762) селом снова, до 1764 года, владел Саввино-Сторожевский монастырь, потом оно управлялось ведомством экономии.
В 1762 году была выстроена новая деревянная, на каменном фундаменте, однопрестольная Покровская церковь с деревянной колокольней.
В 1877 году вместо обветшалой деревянной была построена каменная церковь с тремя приделами: главный — Покрова Божией Матери, правый — Святителя Николая Мирликийского и левый — во имя Святых Семи Отроков Ефесских. Население села возросло до 700 жителей. Здесь же возникла земская школа, в начале XX века, переименованная в земское училище.
В 1908—1915 годах в Покровском храме служил псаломщиком священномученик Василий (Озерецковский), расстрелянный в 1937 году на полигоне в Бутово.
В советское время храм был закрыт и разграблен. Во время войны в 1941 году в здании уже полуразрушенной церкви располагался штаб 144-й дивизии 5-й армии генерала Л. А. Говорова. Во время военных действий храму был причинен значительный ущерб: в каменном своде церкви, а также в стене колокольни имелись большие пробоины от бомб и снарядов.
В послевоенные годы храм использовался в качестве мастерских, зернохранилища, склада под удобрения. В 1980-е годы село было признано неперспективным, в результате чего в Локотне к 1989 году осталось всего 37 хозяйств и 60 человек постоянного населения.
28 января 2002 года настоятелем церкви был назначен священник Андрей Чухнин, и в храме возобновилась приходская жизнь. Первая Божественная Литургия была совершена 5 мая 2002 года. В великий день — Светлой Пасхи Христовой.
Началась реставрация храма: кровля покрыта медью, вставлены пластиковые окна и решетки, в 2005 году храм был увенчан куполами и золочеными крестами; восстановлена арка парадного входа; в 2006 году на колокольню храма подняты семь колоколов; в храме сделан подготовительный настил из бетона под лицевое покрытие; в 2008 году закончены штукатурные работы внутри храма, и выложены плиткой полы центральной части храма.

## Духовенство
Настоятель храма — протоиерей Андрей Евгеньевич Чухнин, хиротонисан 27 января 2002 года митрополитом Крутицким и Коломенским Ювеналием в Никольском храме с. Спас-Заулок